# Zone de protection paysagère de Sopron
La Zone de protection paysagère de Sopron (hongrois : Soproni Tájvédelmi Körzet, prononcé [ˈʃopɾoni ˈtaːjveːdɛlmi ˈkøɾzɛt]) est une aire protégée située dans le comitat de Győr-Moson-Sopron, à l'ouest de Sopron dans le massif du même nom à la frontière entre l'Autriche et la Hongrie, et dont le périmètre est géré par le Parc national de Fertő-Hanság.